# Transferència electrònica
La transferència electrònica (TE) ocorre quan un electró es mou d'un àtom o d'una espècie química (per exemple, una molècula) a un altre àtom o espècie química. La transferència electrònica és una descripció mecànica del concepte termodinàmic de redox, en la qual els estats d'oxidació d'ambdues parts de la reacció canvien.
Molts processos biològics comprenen reaccions de transferència electrònica, entre els quals l'enllaç d'oxigen, la fotosíntesi, la respiració i la desintoxicació. Addicionalment, el procés de transferència energètica es pot formalitzar com un intercanvi de dos electrons (dos esdeveniments de TE concurrents en direccions oposades) en el cas de petites distàncies entre les molècules de transferència. Les reaccions de transferència electrònica normalment comprenen complexes de metalls de transició, però també se'n poden trobar molts exemples en química orgànica.